# مرتضی محیط
مرتضی محیط (متولد ۱۳۱۴ در شوشتر، خوزستان) نویسنده و پژوهش‌گر چپ‌گرای ایرانی مقیم کالیفرنیا است. حوزهٔ فعالیت او بیشتر در زمینهٔ مسائل سیاسی، اجتماعی و اقتصادی است. وی از حامیان جنبش سبز و از مخالفان حملهٔ نظامی به ایران است و آن را با هدف نابودی ایران تحت عنوان مداخله بشردوستانه می‌داند.

## زندگی
مرتضی محیط در شوشتر خوزستان به دنیا آمد. تحصیلات عمومی و دانشگاهی خود را در رشتهٔ پزشکی تا سطح دکتری در ایران گذراند و جهت اخذ مدرک تخصص و فوق‌تخصص خود قبل از انقلاب ۵۷ به آمریکا مهاجرت نمود و از سال ۶۱ در آمریکا سکونت دایم دارد. به گفتهٔ خودش به دلیل آنکه بتواند مطالعات خود را در زمینهٔ مسائل سیاسی ادامه دهد، دورهٔ تخصص خود را در دانشگاه کلمبیا در رشتهٔ آسیب‌شناسی، به علت نداشتن دورهٔ کارورزی در بیمارستان و شیفت‌های کاری ۲۴ ساعته، ادامه داد تا زمان کافی جهت مطالعه داشته باشد. پس از اتمام دوران تحصیل در آمریکا به ایران بازگشت و مدتی را در دانشگاه جندی‌شاپور اهواز به آموزش آسیب‌شناسی و بافت‌شناسی پرداخت. در دوران شاه در حین کار در دانشگاه جندی‌شاپور اهواز به دلیل فعالیت‌های سیاسی در سال ۵۳ به زندان افتاد. پس از تحمل انواع شکنجه‌های جسمی و روحی در سال ۵۶ آزاد شد و بار دیگر به آمریکا بازگشت.
او در تلویزیون پیام افغان که یک تلویزیون فارسی‌زبان متعلق به افغان‌ها در لس‌آنجلس است، برنامه‌ای به نام «استقلال – آزادی – عدالت اجتماعی» را هر هفته شنبه‌ها از ساعت ۳۰: ۲۱ الی ۲۳ و سه شنبه‌ها از ساعت ۳۰: ۲۰ الی ۳۰: ۲۱ به وقت ایران اجرا می‌کند که در آن مسائل روز ایران و جهان را از زوایای مختلف مورد بررسی دقیق قرار می‌دهد و نیز در بخشی به نام «رفتن به ریشه‌ها» به ریشه یابی معضلات دنیای امروز می‌پردازد. تکرار این برنامه روز بعد از پخش برنامه یعنی یکشنبه‌ها از ساعت ۳۰: ۸ الی ۱۰ صبح و چهارشنبه‌ها از ساعت ۳۰: ۷ الی ۳۰: ۸ صبح پخش می‌شود. هزینهٔ این دو برنامه که جمعاً هفته‌ای ۱۸۰۰ دلار است، یعنی هر برنامه ۹۰۰ دلار، تماماً از کمک‌های مردمی تأمین می‌شود. این کمک‌ها توسط ایرانیان از سراسر جهان از طریق حساب پی‌پل او که لینک آن در صفحهٔ اصلی سایت اش قرار دارد برای وی ارسال می‌گردد. البته در اکثر هفته‌ها به دلیل نرسیدن کمک‌ها به اندازهٔ کافی، برنامهٔ سه شنبه‌ها پخش نمی‌شود و فقط برنامهٔ شنبه‌ها پخش می‌شود.

## آثار

### نوشته‌ها
- چه خواهد شد؟ «بحران آرامِ» جهانی و آیندهٔ آن. چاپ اول ۱۳۷۳. انتشارات سنبله. هامبورگ.
- در دفاع از دیدگاه مارکس. چاپ اول ۱۳۷۸. انتشارات سنبله. هامبورگ.
- کارل مارکس: زندگی و دیدگاه‌های او: بخش اول: از ۱۸۱۸ تا "مانیفست". به ویراستاری حسن مرتضوی. چاپ اول ۱۳۸۲. انتشارات اختران. تهران.
- کارل مارکس: زندگی و دیدگاه‌های او: بخش دوم: از ۱۸۴۸ تا ۱۸۵۲. به ویراستاری حسن مرتضوی. چاپ اول ۱۳۸۴. انتشارات اختران. تهران.
- کارل مارکس: زندگی و دیدگاه‌های او: بخش سوم: تحقیقات اقتصادی. به ویراستاری حسن مرتضوی. چاپ اول ۱۳۸۹. نشر دات. تهران.

### برگردان‌ها
- الکساندر رابینویچ. انقلاب ۱۹۱۷ در پتروگراد: بلشویک‌ها به قدرت می‌رسند. ترجمهٔ مرتضی محیط. چاپ اول ۱۳۷۳. نشر آروین. تهران.
- کارل مارکس. دربارهٔ مسئلهٔ یهود و گامی در نقد فلسفهٔ حق هگل، مقدمه. ترجمهٔ مرتضی محیط. چاپ اول ۱۳۸۱. انتشارات اختران. تهران.
- ایستوان مزاروش. فراسوی سرمایه: بحران ساختاری نظام سرمایه. ترجمهٔ مرتضی محیط و ویراست حسن مرتضوی. چاپ اول ۱۳۸۲. انتشارات اختران. تهران.
- ایستوان مزاروش. یا سوسیالیسم یا بربریت: از «قرن آمریکا» تا دو راهی سرنوشت ساز. ترجمهٔ مرتضی محیط و ویراست بهرام معلمی. چاپ اول ۱۳۸۲. انتشارات اختران. تهران.